# Buba (Guinea-Bissau)
Buba ist eine Hafenstadt in Guinea-Bissau mit 7571 Einwohnern (Stand 2009). Sie ist die Hauptstadt der Verwaltungsregion Quinara.
Die Stadt ist Sitz des gleichnamigen Verwaltungssektors mit einer Fläche von 744 km² und 17.123 Einwohnern (Stand 2009), vornehmlich Biafada (Beafadas) und Mandinka (Mandingas), dazu Minderheiten von Fulbe (Fulas), Balanta, Manjago (Manjacos) und Pepel (Papeis).
Buba liegt im oberen Bereich des Rio Grande de Buba, einem sich weit verzweigenden Ria. Von hier hat man einen Einstieg in den Naturpark Parque Natural das Lagoas de Cufada.

## Wirtschaft und Verkehr
Buba ist potentiell eine bedeutende Hafenstadt, jedoch erst wenig entwickelt. Seit einem Abkommen im Jahr 2007 soll hier ein Verlade- und Tiefseehafen entstehen, das begonnene Projekt wurde jedoch noch nicht abgeschlossen. Der als unfair angesehene Vertrag mit der halbstaatlichen angolanischen Minengesellschaft Angola Bauxite wurde durch innenpolitische Krisen Guinea-Bissaus und Neuverhandlungen noch nicht umgesetzt. Der Hafen soll eine Kapazität für drei 70-Tonnen-Schiffe haben und jährlich bis zu 3 Mio. Tonnen Bauxit aus der zu schaffenden Mine bei Boé umschlagen. Eine gelegentlich ins Gespräch gebrachte Verbindung etwa des Schienenverkehrs in Guinea nach Buba, um von dort aus auch Teile der Exporte Malis und auch des Nigers zu verschiffen, wurde bisher nicht konkretisiert.
Die Wirtschaft im Sektor Buba ist traditionell von Fischfang und Landwirtschaft bestimmt. Dazu hat die Stadt als regionale Handels- und Verwaltungsstadt Bedeutung.
Buba ist über eine asphaltierte und vergleichsweise gute Überlandstraße mit der 223 km nördlich gelegenen Hauptstadt Bissau verbunden.

## Städtepartnerschaft
- Portugal: Portimão (seit 1989)[5]